# Örekilsälven
Der Örekilsälven (auch Kvistrumsån) ist ein Fluss in der schwedischen Provinz Västra Götalands län.
Der Örekilsälven hat seine Quelle südlich von Dals-Ed.
Von dort fließt der Fluss über eine Länge von 70 km in südsüdwestlicher Richtung durch die historischen Provinzen Dalsland und Bohuslän.
Er durchfließt den See Kärnsjön sowie die Kleinstadt Munkedal, bevor er in den Saltkällefjorden im inneren Teil des Gullmarn,
einem Fjord an der Skagerrak-Küste, mündet. 
Der größte Nebenfluss ist der Munkedalsälven, der von Osten kommend 5 km vor der Mündung des Örekilsälven ins Meer auf diesen trifft.
Das Einzugsgebiet des Örekilsälven umfasst 1340,2 km².
Der mittlere Abfluss an der Mündung beträgt 22 m³/s.